# Галів Тимофій Миколайович
Тимофій Миколайович Галів (псевдо: «Білий», «Богдан», «Скалюк», «Чорнобіль») (1916, с. Белеїв, Долинський район, Івано-Франківська область — 1 листопада 1944, с. Грабівка, Калуський район, Івано-Франківська область) — референт СБ ОУН Станіславської (Івано-Франківської) області.

## Життєпис
Народився 1916 року в селі Белейові (тепер Долинського району Івано-Франківської області.
Закінчив Стрийську гімназію, ще під час навчання став членом ОУН. 9 грудня 1938 року засуджений Окружним судом в Стрию за членство в ОУН та поширення листівок до 6 років ув'язнення.
Протягом 1941—1943 референт СБ ОУН Станіславської (Івано-Франківської) області, а з 1943 до 1 листопада 1944 року підреферент Служби Безпеки крайового проводу ОУН ЗУЗ.
Загинув 1 листопада 1944 року біля села Грабівки під час масованої атаки військ НКВС. У цьому бою також загинули визначні діячі СБ ОУН Мирон Голояд-«Влодко» та Василь Турковський-«Павло» і сотенний УПА Іван Ґонта-«Гамалія».

## Поховання

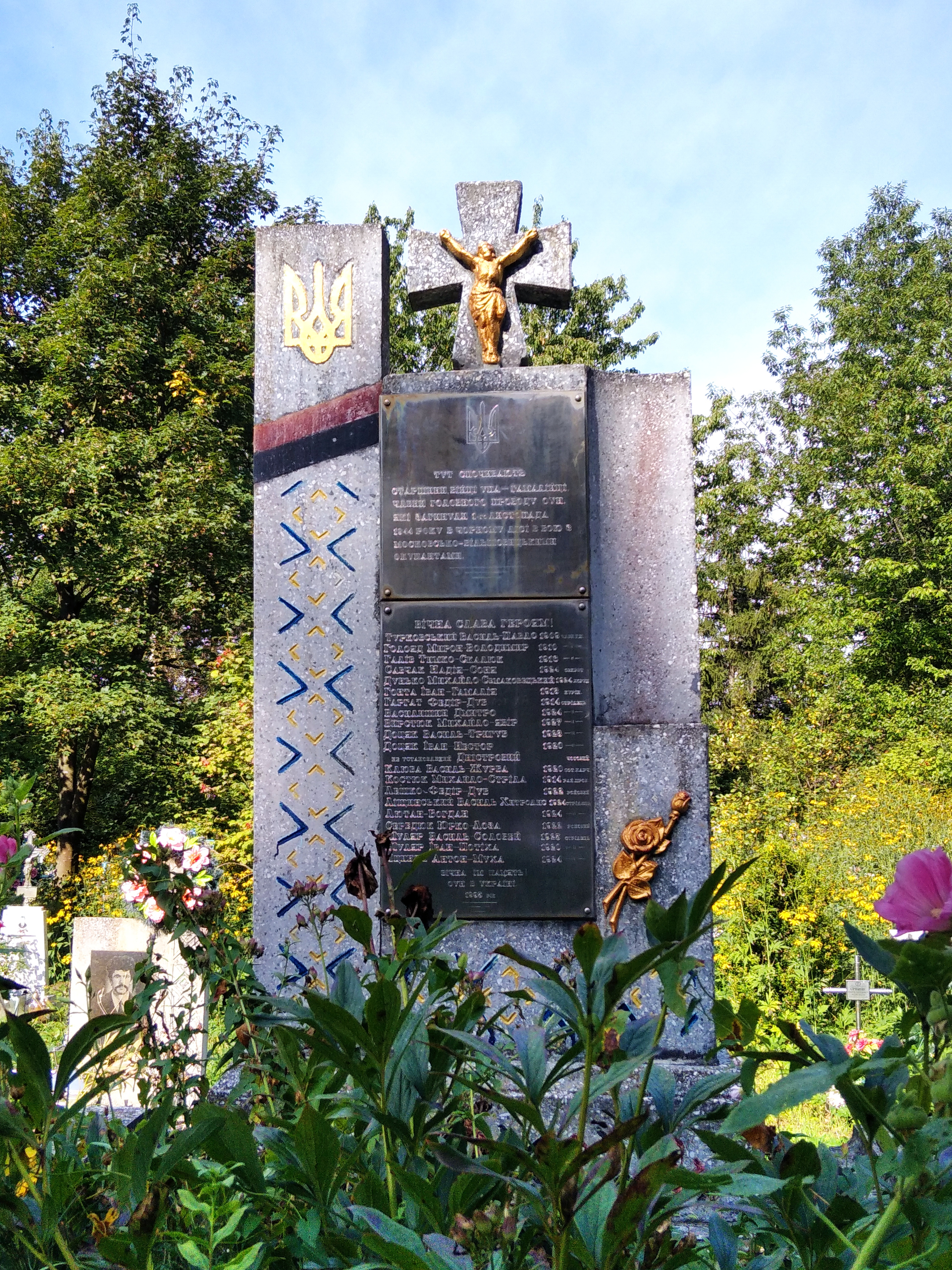
Братська могила воїнів УПА в с. Грабівка

4 листопада 1944 року полковник УПА Василь Андрусяк-«Різун» із своїм відділом таємно похоронив загиблих, а 13 жовтня 1990 року останки загиблих були урочисто перезахоронені на сільському цвинтарі.